# ناتاليا ماتولينيتس
ناتاليا ماتولينيتس (بالأوكرانية: Наталія Матолінець)‏، من مواليد 20 ديسمبر 1990) روائية وكاتبة قصص قصيرة أوكرانية. الفائزة بجائزة جمعية الخيال العلمي الأوروبية [الإنجليزية] عام (2023).

## حياة مهنية
ولدت ناتاليا ماتولينيتس في لفيف، أوكرانيا عام 1990. التحقت بجامعة إيفان فرانكو الوطنية في لفيف لدراسة الصحافة وتخرجت في عام 2013. ألفت العديد من الروايات، وحازت على العديد من الجوائز منها: جائزة "أفضل ظهور لأول مرة" و"أفضل مسلسل" من BaraBooka [الأوكرانية]، كتاب بي بي سي للأطفال لهذا العام [الأوكرانية] القائمة المختصرة. وجائزة جمعية الخيال العلمي الأوروبية [الإنجليزية] عام (2023).
عملت كمقيمة أدبية في معهد مدينة غدانسك الثقافي ومدينة غدانسك للآداب في عام 2022، وشغلت نفس المنصب في مدينة الآداب في براغ التابعة لليونسكو في عام 2023. والمتحدث الضيف في المهرجانات وحلقات النقاش في بولندا، وجمهورية التشيك، وبلغاريا، والسويد والمملكة المتحدة.